# Citrus × paradisi

Nombre del fruto (pomelo o toronja) según el país.

El pomelo o toronja (Citrus paradisi) es una planta del género Citrus, de la familia de las rutáceas, cultivado por su fruta. El pomelo o toronja es un híbrido, probablemente producido de manera espontánea entre la pampelmusa y la naranja dulce (Citrus × sinensis) en las plantaciones del mar Caribe alrededor del siglo XVII.
En el breve período desde su descubrimiento ha ganado sin embargo gran favor y se consume fresca, cocida o en zumos y otras preparaciones, y es un cultivo importante en Estados Unidos, México, Argentina, Uruguay, Paraguay e Israel.
El nombre «pomelo» proviene del idioma tamil (hablado en el sur de la India) பம்பளி மாசு pampa limāsu o ‘limón pomposo’ o ‘limón del Pampa’ (un río del sur de la India), transformado en el neerlandés pompelmoes (del neerlandés pompel: ‘grande’, y el portugués limões: ‘limones’), al italiano pompelmo, al español pomelo, al francés pamplemousse, al inglés pommelo. Toronja proviene del árabe en árabe: ترنجة‎ turunǧah. En inglés se le conoce como grapefruit.
Tanto el pomelo como el jugo de pomelo producen interacción farmacológica con numerosos medicamentos, impidiendo la correcta metabolización y absorción de ciertas drogas.

## Características
C. × paradisi es un árbol perennifolio, de 5 a 6 m de altura, con la copa redondeada, el ramaje poco denso y el fuste ancho. las ramas jóvenes presentan espinas cortas y flexibles en las axilas foliares. Las hojas son simples, alternas, ovadas, finamente dentadas, de entre 7 y 15 cm de largo, de superficie coriácea y color verde oscuro por el haz, ubicadas al cabo de pecíolos cortos y alados. Produce flores hermafroditas, fragantes, tetrámeras, blancas o purpúreas, formando racimos pequeños terminales o solitarias.
El fruto es un hesperidio globoso o apenas piriforme, de hasta 15 cm de diámetro. Está recubierto de una cáscara gruesa, carnosa, despegada del endocarpo, de color amarillo, rosáceo o rojizo, con glándulas oleosas pequeñas y muy aromáticas, rugosa. Tiene 11 a 14 carpelos, firmes, muy jugosos, dulces o ácidos según la variedad, separados por paredes membranosas de característico sabor amargo que contienen pulpa de color que va del amarillo pálido al rojo muy intenso. Las semillas son escasas, de hasta 1,25 cm de largo, normalmente poliembriónicas, lisas, elípticas o apicadas, blancas por dentro.

## Cultivo
El pomelo prefiere un clima subtropical; aunque crece en temperaturas más bajas, donde el ciclo madurativo de la fruta se prolonga hasta el doble que en las regiones próximas al trópico (13 meses frente a 7 ) y adquiere una cáscara más gruesa y mayor acidez. La humedad también influye; la pluviosidad óptima ronda los 1000 mm anuales, distribuidos regularmente a lo largo del año.
El árbol es neutrófilo aunque tolera bastante bien las condiciones del suelo; en caso de injertarse sobre la base de otro cítrico, serán las propiedades de este las que determinen el suelo ideal. Una salinidad elevada perjudica la producción de fruta al reducir el volumen de agua capturado por la planta. El exceso de nitrógeno o el exceso de cobre o zinc son también perniciosos.
Las plantaciones comerciales raras veces se producen a partir de semillas; en caso de hacerlo, los medios y diseños empleados son similares a los utilizados para la naranja. El patrón más frecuente para injertos es la naranja agria, Citrus × aurantium, sobre todo en suelos relativamente fértiles y compactos, o relativamente alcalinos; la susceptibilidad al virus de la tristeza, sin embargo, la hace inviable en algunas regiones. Las alternativas más frecuentes son el citrange (Citrus sinensis × Poncirus trifoliata) 'Troyer' y un híbrido del propio pomelo y la naranja espinosa, llamado citrumelo (Citrus paradisi × Poncirus trifoliata), desarrollado por el Departamento de Agricultura de los Estados Unidos por su resistencia al virus de la tristeza y la fitoporosis, aunque no es apto para suelos alcalinos.
El cultivo se realiza a comienzos de otoño hasta casi el comienzo del invierno; la cosecha tardía incrementa la dulzura de la fruta, aunque prolonga el ciclo de fructificación para el año siguiente. La recolección se realiza mecánica o manualmente, prefiriéndose este último sistema para evitar daños en la delicada cáscara. Se emplea una versión modificada de la vara utilizada para el olivo.

## Variedades
Entre las variedades de pomelo de Texas y Florida se incluyen: Oro Blanco, Ruby Red, Pink, Rio Star, Thompson, White Marsh, Flame, Star Ruby, Duncan y Pummelo HB.

### Rojo rubí

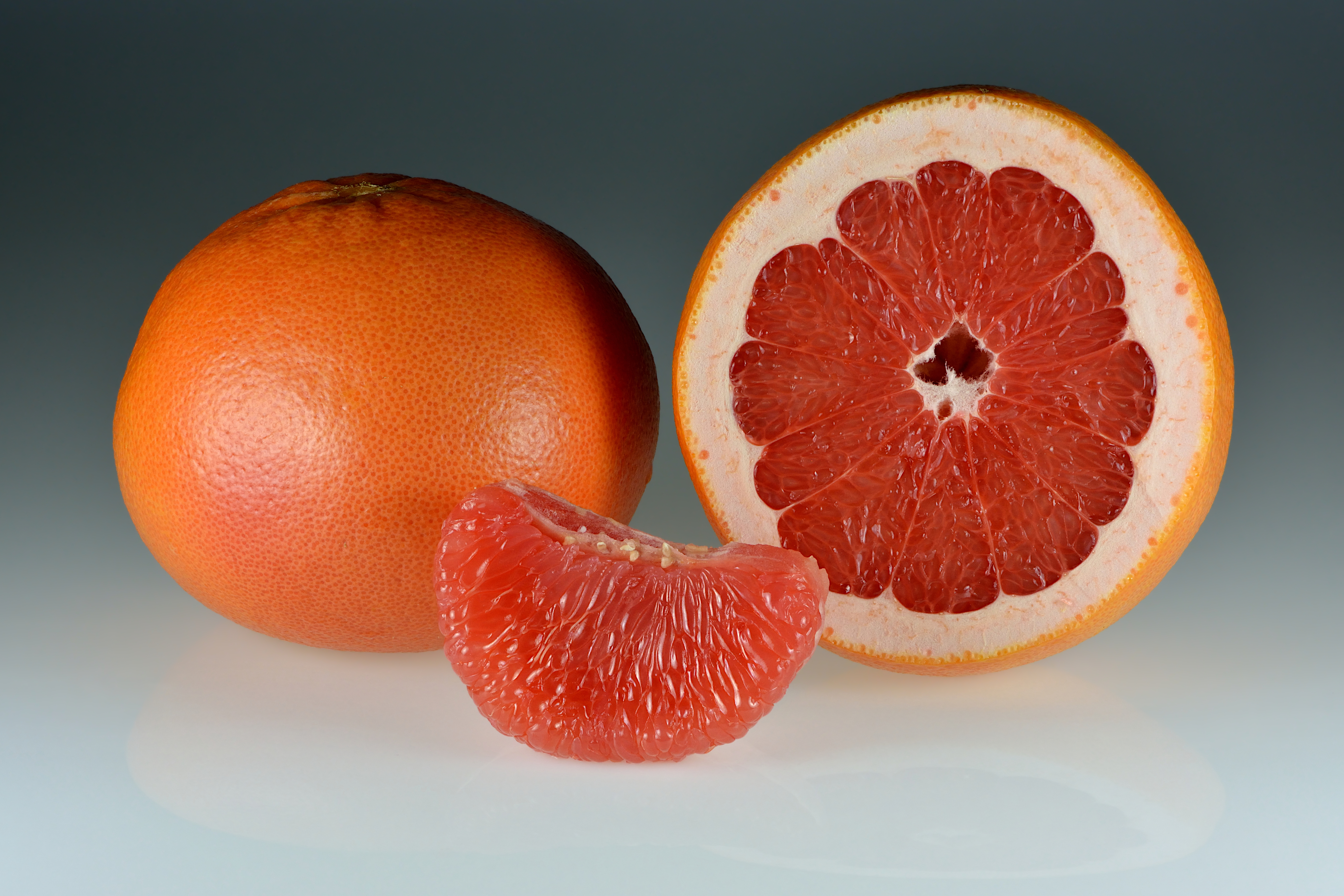
Pomelo "rojo"

La patente de 1929 Ruby Red (o Redblush) obtuvo un verdadero éxito comercial, que se produjo después del descubrimiento de una toronja roja que crece en una variedad rosa. Utilizando la radiación para desencadenar mutaciones se desarrollaron nuevas variedades para retener los tonos rojos que generalmente se desvanecían a rosa. La variedad Rio Red es el pomelo actual de Texas (2007) con las marcas registradas Rio Star y Ruby-Sweet, también a veces promocionadas como "Reddest" y "Texas Choice". El Río Red es una variedad criada por mutación que se desarrolló mediante el tratamiento de palitos de brotes con neutrones térmicos. Sus atributos mejorados de variedad mutante son el color de la fruta y el jugo, un rojo más profundo y una amplia adaptación. El pomelo rosa es un gran purificador de la sangre. Su sabor es bastante agradable, una mezcla entre sabores dulce, ácido y amargo (aunque es menos dulce que la naranja y menos ácido que el limón).

## Conservación del fruto

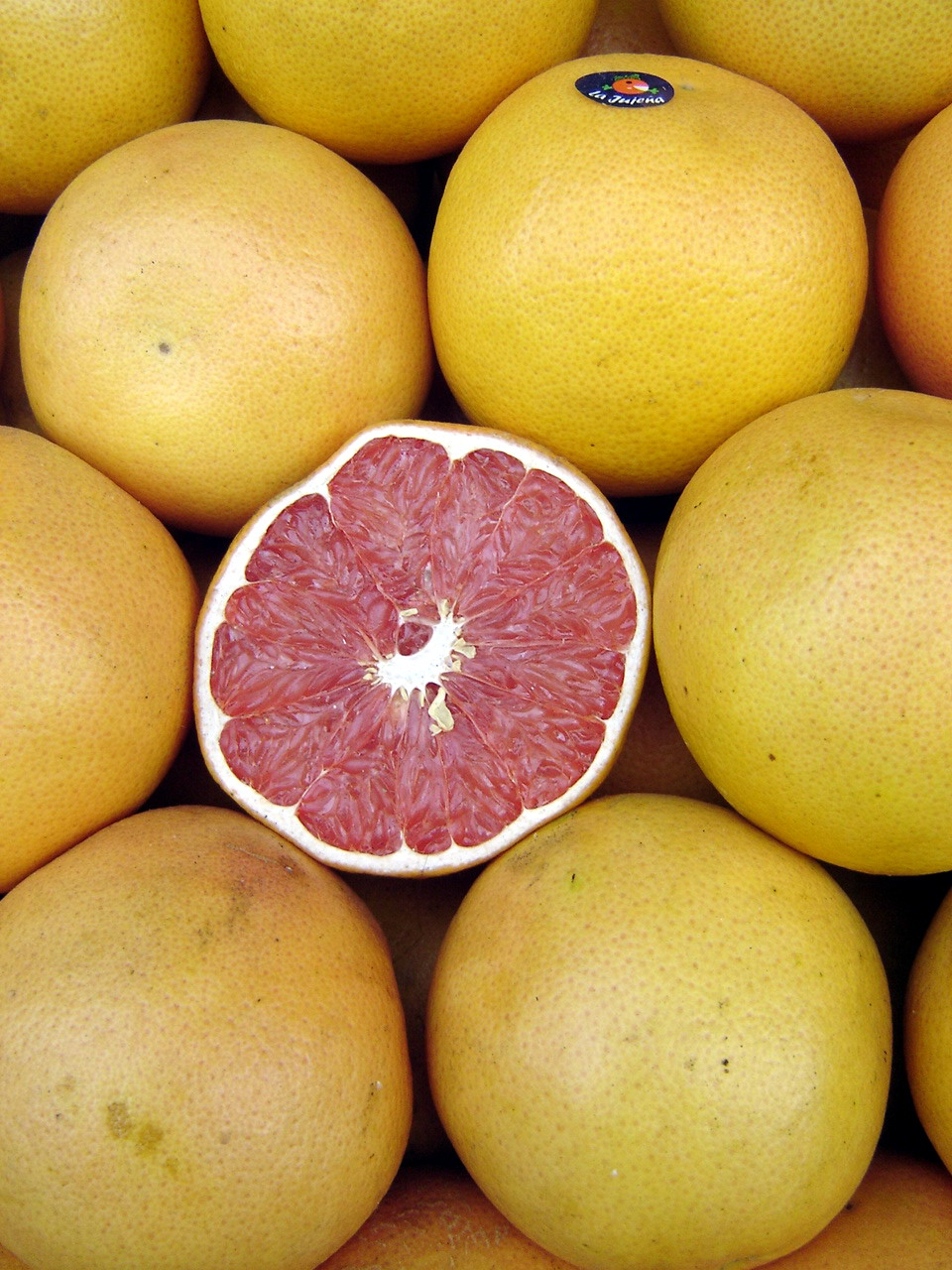
Pomelos para la comercialización

Como en frutos de otras especies de origen tropical o subtropical, se requiere la exposición de los pomelos a temperaturas de 10-15 °C, con humedad relativa de 85-90 % para su conservación industrial en fresco. En esas condiciones, la vida en postcosecha puede prolongarse durante 6 a 8 semanas. La exposición a temperaturas inferiores puede generar daños por frío y pérdida de jugosidad.
El pomelo es un fruto no climatérico, y su producción de etileno es muy baja. La sensibilidad de los frutos a la presencia de etileno se clasifica como moderada. Las respuestas a la aplicación de atmósferas controladas (O2 3-10 %; CO2 3-10 %) fueron pobres, y no hay respuesta de interés tecnológico al 1-metilciclopropeno, inhibidor de la acción del etileno.

## Producción

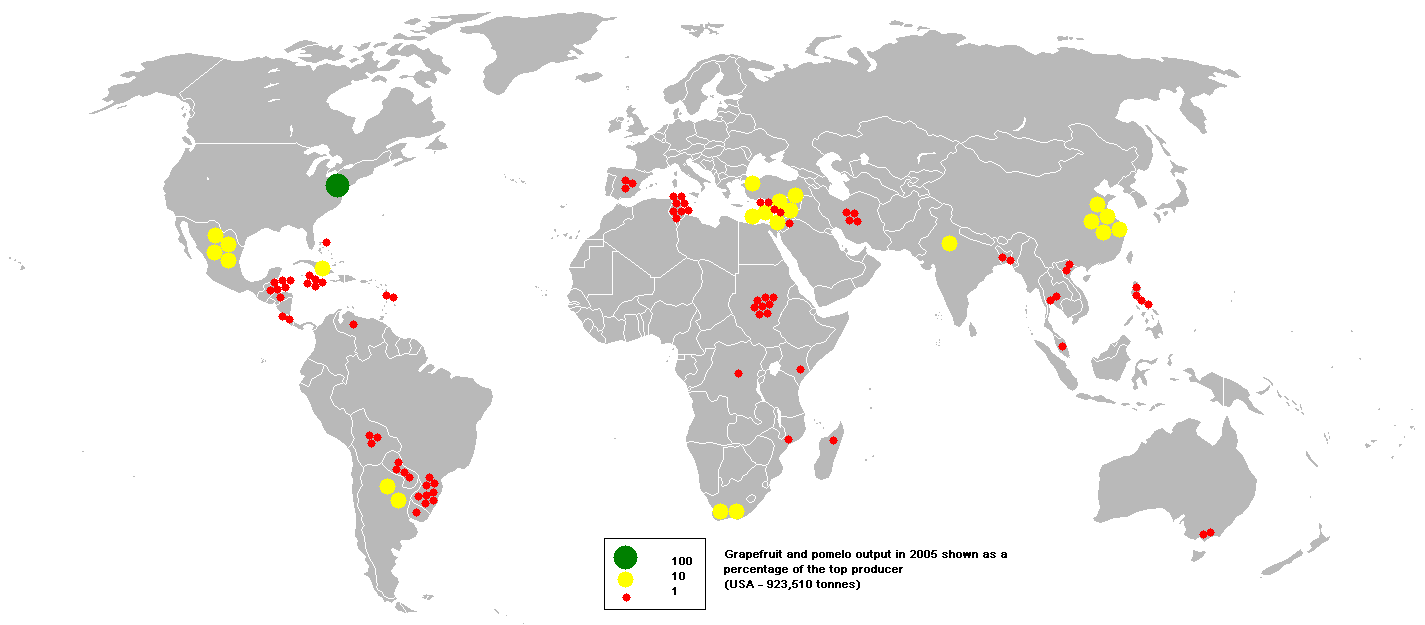
Cultivo de pomelo en el año 2005.

China es el mayor productor de pomelo del mundo, seguido por Vietnam y Estados Unidos.
| China | 4.965.768 |   |
| Vietnam | 657.660   |   |
| Estados Unidos | 558.830   |   |
| México | 459.610   |   |
| Sudáfrica | 445.385   |   |
| India | 257.750   |   |
| Turquía | 250.000   |   |
| Sudán | 234.388   |   |
| Tailandia | 219.838   |   |
| Israel | 148.896   |   |
| Argentina | 114.118   |   |
| Túnez | 104.593   |   |
| Nicaragua | 98.754    |   |
| Total mundial | 8515590   | A |
| Sin símbolo : cifra oficial, F : estimación de la FAO, * : cifra no oficial, A : Cifra calculada sumando datos oficiales, semioficiales o estimados; Fuente: Agricultura y la Alimentación de la Organización de Naciones Unidas: División de Estadística del Departamento Económico y Social |           |   |

## Uso

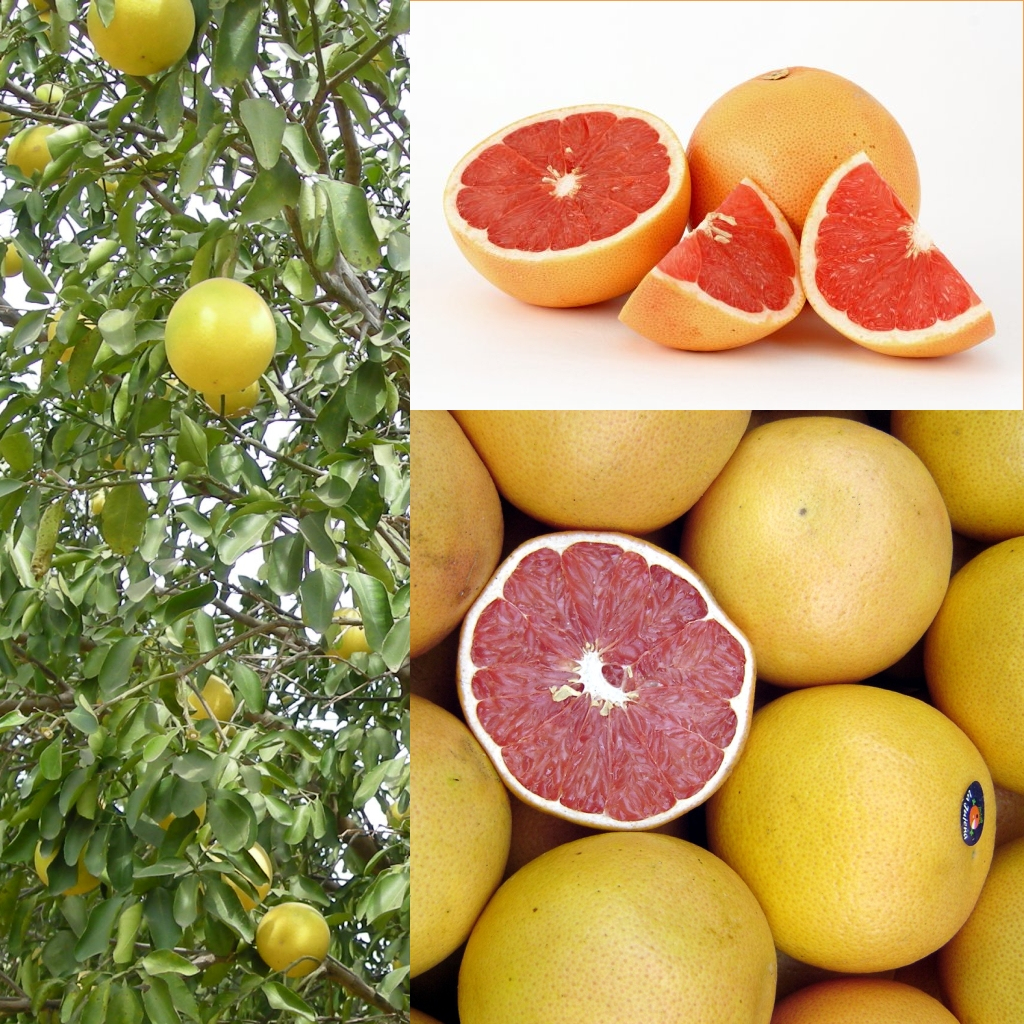
Pomelos en rama y seccionados

El pomelo se consume sobre todo fresco. Cobró popularidad a partir de fines del siglo XIX, cuando los productores de América Central y Florida comenzaron a exportar su producción a los Estados Unidos. Se lo aprecia por su bajo valor calórico y gran contenido de vitamina C; suele consumirse en el desayuno, solo o ligeramente endulzado con miel, azúcar o compuestos artificiales.[cita requerida]
A veces se prepara horneado o braseado ligeramente como aperitivo, o se combina con otras frutas y vegetales en ensalada. En los países anglosajones la preparación en almíbar es frecuente, así como la elaboración de mermeladas. El jugo de toronja se utiliza fresco o deshidratado como bebida refrescante; el vino y el vinagre obtenido del mismo es excelente, aunque caro. La cáscara del pomelo es rica en pectina, por lo que se emplea en la elaboración de conservas de otras frutas.[cita requerida]
El aceite esencial obtenido de la cáscara es rico en limoneno (hasta un 90%); obtenido por prensa o destilación, y una vez reducido su alto contenido en monoterpenos, se utiliza como saborizante para bebidas gaseosas. Su ingrediente principal es la nookatona, y contiene además compuestos de oxígeno y sesquiterpenos. De la parte blanca interior puede extraerse naringina, un tónico amargo utilizado en alimentación.
En Costa Rica, especialmente en la zona de Atenas, las toronjas se cocinan para eliminar su amargor y luego se endulzan para consumirlas como una confitura. Además, se rellenan con dulce de leche y otros para crear toronjas rellenas que se consumen como postre.
En 2007 un estudio realizado por científicos estadounidense asoció el consumo diario de un cuarto de pomelo a un 30% en el aumento de la posibilidad de contraer cáncer de mama en mujeres posmenopáusicas
El estudio apunta a que este fruto puede aumentar los niveles de estrógeno en la sangre al inhibir la molécula P450 3A4 (CYP3A4), que metaboliza esa hormona. Ya se ha establecido que el estrógeno tiene relación con el riesgo de contraer cáncer de mama; sin embargo esta es la primera vez que un alimento comúnmente consumido se asocia a cáncer de seno en mujeres mayores.
Contrariamente al trabajo de Monroe et al, se han realizado estudios en los que no se ha observado que el consumo de pomelo o zumo de pomelo favorezca el cáncer de mama y además se observó un descenso significativo en el riesgo de contraer este tipo de cáncer en mujeres con mayor ingesta de pomelo y que nunca realizaron terapia de hormonas, aunque la cohorte de mujeres utilizada entre ambos estudios se distinguían en rango de edad y etnicidad (siendo la cohorte usada por Monroe et al más diversa).
Un estudio indicó el riesgo potencial de la ingesta de ciertos fármacos en simultaneidad con el pomelo. El consumo de pomelo y sus derivados aumenta la cantidad de fármaco en sangre al inhibir el CYP3A4.